# 心灵之窗
心靈之窗由中共柳州市委宣傳部、柳州市蓝海世纪数码传媒有限公司共同制作，是中國廣西柳州市歷史文化名城“十大工程”之一，號稱“國內第一部大型系列德育動畫片” 。

## 获得奖项
2011年8月11日，《心靈之窗》獲得由广西壮族自治区政府頒發的第六届廣西文藝創作銅鼓獎（該獎為廣西壯族自治區政府頒發的廣西最高文藝獎）。

## 涉嫌抄袭秒速5公分

抄袭画面对比：左边是《心灵之窗》，右边是《秒速5厘米》

2009年8月31日，在天涯社區、百度等均有用戶討論，表示中国中央电视台7套播放之動漫節目《心靈之窗》，盜用《秒速5公分》部分畫面。隨即有香港用戶將此事轉載至日本網上討論區2ch，並與日本網友發電郵予作者新海誠及其動畫公司。
該貼轉載天涯社區一篇文章，附有央視《心靈之窗》以及本作原始的視頻截圖以示對比（见右图）。涉嫌知识产权侵權的是《心靈之窗》，劇中使用了從本作截取的櫻花樹、學校走廊、田邊道路等畫面作為背景，人物角色也完全抄襲。
2009年9月3日，柳州蓝海世纪数码传媒有限公司对此事作出回应，承认约有1%的镜头抄袭了《秒速5厘米》，并表示会把修改后的动画通过网络发布分享。但事實上约有25%以上的镜头抄袭了《秒速5厘米》，人物角色也完全抄襲了。
广西文艺创作铜鼓奖評審方表示已知悉涉嫌抄襲的信息，但此次送審的只是其中部分内容而非全片，評審過程中並沒發現問題。評審方又表示，如發現網民反映的涉嫌抄襲情况屬實，將會嚴肅處理。